# 賢円
賢円（けんえん、生没年不詳）は、平安時代の円派の仏師である。兼円とも表記される。

## 経歴・人物
円勢の次男として生まれる。父や実兄と伝えられる長円と共に、数多くの作品を残したとみられているが現存する作品はほとんど無く、不明である。
1114年（永久2年）に父から兄と共に法橋に叙せられ、1129年（大治4年）には仁和寺北斗堂にある仏像を製作したことにより法印に叙せられた。後に延勝寺、金剛心院等の仏像も師事した。

## 主な作品
- 『阿弥陀如来像』- 安楽寿院多宝塔に重宝。賢円の作品で唯一現存すると推定されている。
- 『七仏薬師像』
- 『六阿弥陀像』- 勝光明院に重宝。長円との共作とされている。